# 2019 UEFAスーパーカップ
2019 UEFAスーパーカップ（英語: 2019 UEFA Super Cup）は、欧州サッカー連盟 (UEFA) が開催する44回目、2000年に前年度シーズンのUEFAチャンピオンズリーグ優勝チームとUEFAヨーロッパリーグ（UEFAカップ）優勝チームが対戦する方式に変更されてから20回目のUEFAスーパーカップである。UEFAチャンピオンズリーグ 2018-19優勝チームリヴァプールとUEFAヨーロッパリーグ 2018-19優勝チームチェルシーが対戦する。
試合は2019年8月14日にトルコのイスタンブールにあるベシクタシュ・パルクで行われた。

## 出場チーム
| チーム       | 出場資格                              | 出場記録 (太字は優勝)           |
| ------------ | ------------------------------------- | ------------------------------- |
| リヴァプール | UEFAチャンピオンズリーグ 2018-19 優勝 | 5 (1977, 1978, 1984,2001, 2005) |
| チェルシー   | UEFAヨーロッパリーグ 2018-19 優勝     | 3 (1998, 2012, 2013)            |

## 開催地選考
2016年12月9日に入札要請が送付され、開催を希望する協会は2017年1月27日までに入札に関心を持っていることを示す必要がある。2月3日に9協会の10都市が関心を示していることが発表された。入札への参加を希望する協会は6月6日までに入札書類とともに最終提案を提出しなければならない。また、ポーランドは2都市が関心を示したが、各協会が複数の入札を行うことはできない。
2017年6月6日の提出期限までに7協会が入札書類を提出した。関心を示していた9協会のうち、ハンガリー（ブダペスト、グルパマ・アレーナ）とスコットランド（グラスゴー、ハムデン・パーク）は入札に参加せず、2都市が関心を示していたポーランドはワルシャワのワルシャワ国立競技場ではなく、グダニスクのアリーナ・グダニスクが入札に参加した。
| 協会           | 都市           | スタジアム                     | 収容能力 | 備考                                                                                         |
| -------------- | -------------- | ------------------------------ | -------- | -------------------------------------------------------------------------------------------- |
| アルバニア     | ティラナ       | アレーナ・コムバターレ         | 22,015人 | 2016年6月9日に解体が開始されたケマル・スタファ・スタジアムの跡地に建設中、2018年に完成予定。 |
| フランス       | トゥールーズ   | スタジアム・ドゥ・トゥールーズ | 33,150人 |                                                                                              |
| イスラエル     | ハイファ       | サミー・オフェル・スタジアム   | 30,874人 |                                                                                              |
| カザフスタン   | アスタナ       | アスタナ・アリーナ             | 30,202人 | UEFA女子チャンピオンズリーグ 2018-19 決勝にも入札。                                          |
| 北アイルランド | ベルファスト   | ウィンザー・パーク             | 18,579人 |                                                                                              |
| ポーランド     | グダニスク     | アリーナ・グダニスク           | 41,486人 |                                                                                              |
| トルコ         | イスタンブール | ベシクタシュ・パルク           | 41,188人 | UEFAヨーロッパリーグ 2018-19 決勝にも入札。                                                  |

2017年9月14日に入札に参加した7協会の評価報告書が公表され、9月20日にニヨンで開催されたUEFA執行委員会でベシクタシュ・パルクが開催地に選ばれた。

## 会場
ベシクタシュのホームスタジアムであるベシクタシュ・パルクは2016年4月11日に開場した。
トルコでは2005年にアタテュルク・オリンピヤト・スタドゥでUEFAチャンピオンズリーグ 2004-05 決勝、2009年にシュクリュ・サラジオウル・スタジアムでUEFAカップ 2008-09決勝が開催されたが、UEFAスーパーカップの開催は初となる。

## レギュレーションの変更
2018年9月27日にニヨンで開催されたUEFA執行委員会にて、2019 UEFAスーパーカップでビデオ・アシスタント・レフェリー (VAR) が初導入され、UEFAチャンピオンズリーグ 2019-20のプレーオフステージ以降でもVARが導入されることが決定された。また、UEFA EURO 2020、UEFAヨーロッパリーグ 2020-21のグループステージ以降、UEFAネーションズリーグ 2020-21の最終ラウンドでもVARが導入予定であることが発表された。VARは欧州主要リーグでは2017-18シーズンにドイツのブンデスリーガとイタリアのセリエAで導入され、2018-19シーズンはスペインのリーガ・エスパニョーラ、ブンデスリーガ、セリエA、フランスのリーグ・アン、ポルトガルのプリメイラ・リーガで導入されている。しかし、イングランドのプレミアリーグでは正式導入されておらず、2018年時点では欧州全体で広く採用されている訳ではない。

## 審判
2019年8月2日、UEFAは主審をフランス人のステファニー・フラパールが務めると発表した。UEFA主催の男子主要大会において女性が主審を務めるのは史上初である。フラパールは既にリーグ・アン、2019 FIFA女子ワールドカップ決勝で主審を務めた実績があり、ユルゲン・クロップ、フィルジル・ファン・ダイク、フランク・ランパードら試合関係者もUEFAのこの決定を高く評価した。

## 試合
リヴァプールは直前のリーグ戦で負傷したアリソンに代わりにアドリアンが先発、さらに休養の短かったロベルト・フィルミーノがベンチスタート、代わりに長期離脱から復帰したオックスレイド＝チェンバレンが先発に入った。一方チェルシーは直前のリーグ戦からスタメンを3人変更、膝の負傷で直前のリーグ戦はベンチスタートとなっていたエンゴロ・カンテ、新戦力のクリスチャン・プリシッチらがスタメンに名を連ねた。

### 概要
| 2019年8月15日 22:00 UTC+3 |

| リヴァプール                                           | 2–2 (延長) | チェルシー                                               |
| マネ 48分, 95分                                        |            | ジルー 36分 · ジョルジーニョ 101分 (pen.)                |
|                                                        | PK戦       |                                                          |
| フィルミーノ ファビーニョ オリギ T.A.アーノルド サラー | 5–4        | ジョルジーニョ バークリー マウント エメルソン アブラハム |

| ベシクタシュ・パルク, イスタンブール 観客数: 38,434 主審: ステファニー・フラパール |

| リヴァプール | チェルシー |

| GK                 | 13 | アドリアン                   |       |       |
| RB                 | 12 | ジョー・ゴメス               |       |       |
| CB                 | 32 | ジョエル・マティプ           |       |       |
| CB                 | 4  | ファン・ダイク               |       |       |
| LB                 | 26 | アンドリュー・ロバートソン   |       | 91分  |
| DM                 | 3  | ファビーニョ                 |       |       |
| CM                 | 7  | ジェイムズ・ミルナー         |       | 64分  |
| CM                 | 14 | ジョーダン・ヘンダーソン     | 85分  |       |
| RF                 | 15 | オックスレイド＝チェンバレン |       | 46分  |
| CF                 | 11 | モハメド・サラー             |       |       |
| LF                 | 10 | サディオ・マネ               |       | 103分 |
| サブメンバー       |    |                              |       |       |
| GK                 | 22 | アンディ・ロナーガン         |       |       |
| GK                 | 62 | クィービーン・ケレハー       |       |       |
| DF                 | 51 | キ=ヤナ・フーフェル          |       |       |
| DF                 | 66 | アレクサンダー＝アーノルド   | 107分 | 91分  |
| MF                 | 5  | ジョルジニオ・ワイナルドゥム |       | 64分  |
| MF                 | 20 | アダム・ララーナ             |       |       |
| MF                 | 23 | ジェルダン・シャチリ         |       |       |
| MF                 | 67 | ハーヴェイ・エリオット       |       |       |
| FW                 | 9  | ロベルト・フィルミーノ       |       | 46分  |
| FW                 | 24 | リアン・ブリュースター       |       |       |
| FW                 | 27 | ディヴォック・オリジ         |       | 103分 |
| 監督               |    |                              |       |       |
| ユルゲン・クロップ |    |                              |       |       |

| GK                   | 1  | ケパ                         |      |       |
| RB                   | 28 | セサル・アスピリクエタ       | 79分 |       |
| CB                   | 15 | クル・ズマ                   |      |       |
| CB                   | 4  | アンドレアス・クリステンセン |      | 85分  |
| LB                   | 33 | エメルソン                   |      |       |
| CM                   | 5  | ジョルジーニョ               |      |       |
| CM                   | 7  | エンゴロ・カンテ             |      |       |
| CM                   | 17 | マテオ・コヴァチッチ         |      | 101分 |
| RF                   | 22 | クリスチャン・プリシッチ     |      | 74分  |
| CF                   | 18 | オリヴィエ・ジルー           |      | 74分  |
| LF                   | 11 | ペドロ                       |      |       |
| サブメンバー         |    |                              |      |       |
| GK                   | 13 | ウィリー・カバジェロ         |      |       |
| DF                   | 2  | アントニオ・リュディガー     |      |       |
| DF                   | 3  | マルコス・アロンソ           |      |       |
| DF                   | 21 | ダヴィデ・ザッパコスタ       |      |       |
| DF                   | 29 | フィカヨ・トモリ             |      | 85分  |
| MF                   | 8  | ロス・バークリー             |      | 101分 |
| MF                   | 10 | ウィリアン                   |      |       |
| MF                   | 16 | ケネディ                     |      |       |
| MF                   | 19 | メイソン・マウント           |      | 74分  |
| MF                   | 47 | ビリー・ギルモア             |      |       |
| FW                   | 9  | タミー・アブラハム           |      | 74分  |
| FW                   | 23 | ミシー・バチュアイ           |      |       |
| 監督                 |    |                              |      |       |
| フランク・ランパード |    |                              |      |       |

| マン・オブ・ザ・マッチ 副審 マヌエラ・ニコロシ ミチェル・オニール 第4審判 クネイ・シャキル VAR クレメント・トルピン VARアシスタント マルク・ボッシュ マッシミリアーノ・イラーティ フランソイス・レテクサー 予備審判 | 試合ルール - 試合時間は90分。 - 90分終了後同点の場合30分の延長戦が行われる。 - 120分終了後同点の場合PK戦が行われる。 - 控えの登録人数は12人。 - 最大交代人数は3人、延長戦では4人目の交代可能。 |

### 試合展開
前半
序盤はプレッシングのハマったリヴァプールが優勢。16分にモハメド・サラーがペナルティーエリア内右からシュートを放つが、GKケパに至近距離で阻まれた。だが次第にオリヴィエ・ジルーにロングボールを蹴り込みプレッシングを回避し始めたチェルシーが攻勢に出た。22分、ペドロがジルーとワンツーで抜け出しシュートを打つがクロスバーに阻まれ、32分、今度はペドロのスルーパスにマテオ・コヴァチッチが抜け出したがGKアドリアンの対応に遭った。すると36分、クリスチャン・プリシッチがドリブルでDF陣を引きつけ、左に膨らんだジルーへスルーパス、抜け出したジルーはゴール右へ流し込み、チェルシーが先制した。40分にはエメルソンのスルーパスに抜け出したプリシッチがゴールを挙げるがオフサイドにより取り消され、前半は0-1とチェルシーリードで折り返す。
後半
後半からリヴァプールはロベルト・フィルミーノを投入。すると48分、ファビーニョの浮き玉パスに反応したフィルミーノが触り、こぼれ球をサディオ・マネが押し込んでリヴァプールが同点に追いついた。74分にチェルシーがタミー・アブラハムとメイソン・マウントを同時投入する。その直後、リヴァプールは右CKからサラーが左足でシュート、ケパが左手一本で弾いたところにファン・ダイクが詰めるが、これもケパがセーブで難を逃れた。チェルシーは83分、ジョルジーニョのスルーパスに抜け出したマウントが左足シュートを決めたが、オフサイドで取り消された。86分にはリヴァプールもマネが決定機を迎えるがゴール左に外れ、試合は1-1のまま延長戦へ突入する。
延長戦
延長前半の95分、リヴァプールは高い位置でボールを奪うとフィルミーノの折り返しをマネが右足で決めて逆転に成功。98分のアブラハムの決定機はアドリアンが足で防いだものの、直後の99分、ペドロの折り返しに反応したアブラハムがアドリアンと接触して倒され、PKを獲得。これをジョルジーニョが決め、同点に追いついた。延長戦でも決着が着かず、試合はPK戦へ。
PK戦
PK戦は両チームとも4人目までは全員が成功した。5人目は、先攻のリヴァプールはサラーがゴール左に決めたが、後攻のチェルシーはアブラハムのゴール中央を狙ったシュートをアドリアンが右足一本で防ぎ、リヴァプールが2-2(PK5-4)でチェルシーを破り、14年ぶり3度目の優勝を果たした。敗れたチェルシーは2012、2013年に次いでスーパーカップ3連敗となり、21年ぶりの優勝とはならなかった。